# En directo: Maquetas' 90
Maquetas 90 es el título de uno de los discos de maquetas del grupo Extremoduro, que al igual que sucede con Desidia, el grupo alega que no es un disco oficial.
Se trata de una serie de maquetas grabadas en 1990 que posteriormente darían lugar al álbum Somos unos animales (menos la canción Bulerías de la sangre caliente, que apareció en Deltoya). Fue puesto a la venta por la anterior discográfica de Extremoduro sin su conocimiento, y el grupo siempre ha renegado de este álbum, alegando que nunca han dado consentimiento para su publicación ni han cobrado derechos de autor.

## Lista de canciones
1. Desidia - 4:44
2. La Canción De Los Oficios - 3:44
3. Tu Corazón - 4:53
4. Necesito Droga Y Amor - 4:05
5. Quemando Tus Recuerdos - 5:15
6. Perro Callejero - 2:57
7. Resolución - 3:54
8. Bulerías de la Sangre Caliente - 3:35
9. V Centenario  - 3:12
10. Ni Príncipes Ni Princesas - 4:25
11. J.D. La Central Nuclear - 1:10

### Lista de la versión en casete
Lado A
1. Desidia
2. La Canción De Los Oficios
3. Tu Corazón
4. Necesito Droga Y Amor
5. J.D. La Central Nuclear

Lado B
1. Quemando Tus Recuerdos
2. Perro Callejero
3. Resolución
4. Bulerías de la Sangre Caliente
5. V Centenario

- Datos: Q5995092